# Dactylagnus
Dactylagnus is een geslacht van straalvinnige vissen uit de familie van zandsterrenkijkers (Dactyloscopidae).

## Soorten
- Dactylagnus mundus Gill, 1863
- Dactylagnus parvus Dawson, 1976
- Dactylagnus peratikos Böhlke & Caldwell, 1961